# Анхел Кореа
Анхел Мартин Кореа Мартинез (шп. Ángel Martín Correa Martínez; Росарио, 9. март 1995) је аргентински фудбалер који тренутно наступа за Атлетико Мадрид. Игра на позицији нападача.

## Успеси
Сан Лоренцо
- Прва лига Аргентине (1) : 2013. Инисијал[5]
- Куп Аргентине: (финале: 2012/13)[6]
- Копа либертадорес (1) : 2014.[7]

 Атлетико Мадрид
- Ла лига (1) : 2020/2021.[8]
- Суперкуп Шпаније: (финале: 2020)[9]
- Лига Европе (1) : 2017/18.[10]
- Суперкуп Европе (1) : 2018.[11]
- Лига шампиона: (финале: 2015/16)[12]

 Аргентина до 20
- Јужноамеричко првенство до 20 година  (1) :  2015.[13]

 Аргентина
- Светско првенство (1) :  2022.[14]
- Копа Америка (1) :  2021.[15]

Појединачни
- Играч месеца у Ла лиги: јануар 2022.[16]